# Physoclisten
Physoclisten of physoclisti is een groep van beenvisachtigen waarbij de zwemblaas gesloten is doordat de embryonaal aangelegde verbinding tussen de slokdarm en zwemblaas, de ductus pneumaticus, bij het volwassen dier is gesloten, in tegenstelling tot bij de physostomen. De gaswisseling vindt plaats door de bloedvaten, de retia mirabilia, via de gasklier.
Tot de groep van physoclisten behoren bijvoorbeeld de baarsachtigen, stekelbaarzen en kabeljauwen.
Sommige physoclisten zoals palingachtigen zijn anatomisch gezien physostomeus, maar hun zwemblaas werkt zoals die van de physoclisten.